# Tratado de Fontainebleau (1745)
El tratado de Fontainebleau del 24 de octubre de 1745 fue un acuerdo de ayuda militar por el que Luis XV de Francia se comprometía a poner a disposición del príncipe Carlos Eduardo Estuardo, pretendiente jacobita al trono de Gran Bretaña, un cuerpo de tropa formado por soldados irlandeses y escoceses para ser utilizado en su lucha contra el rey británico Jorge II. 